# استفن رومن

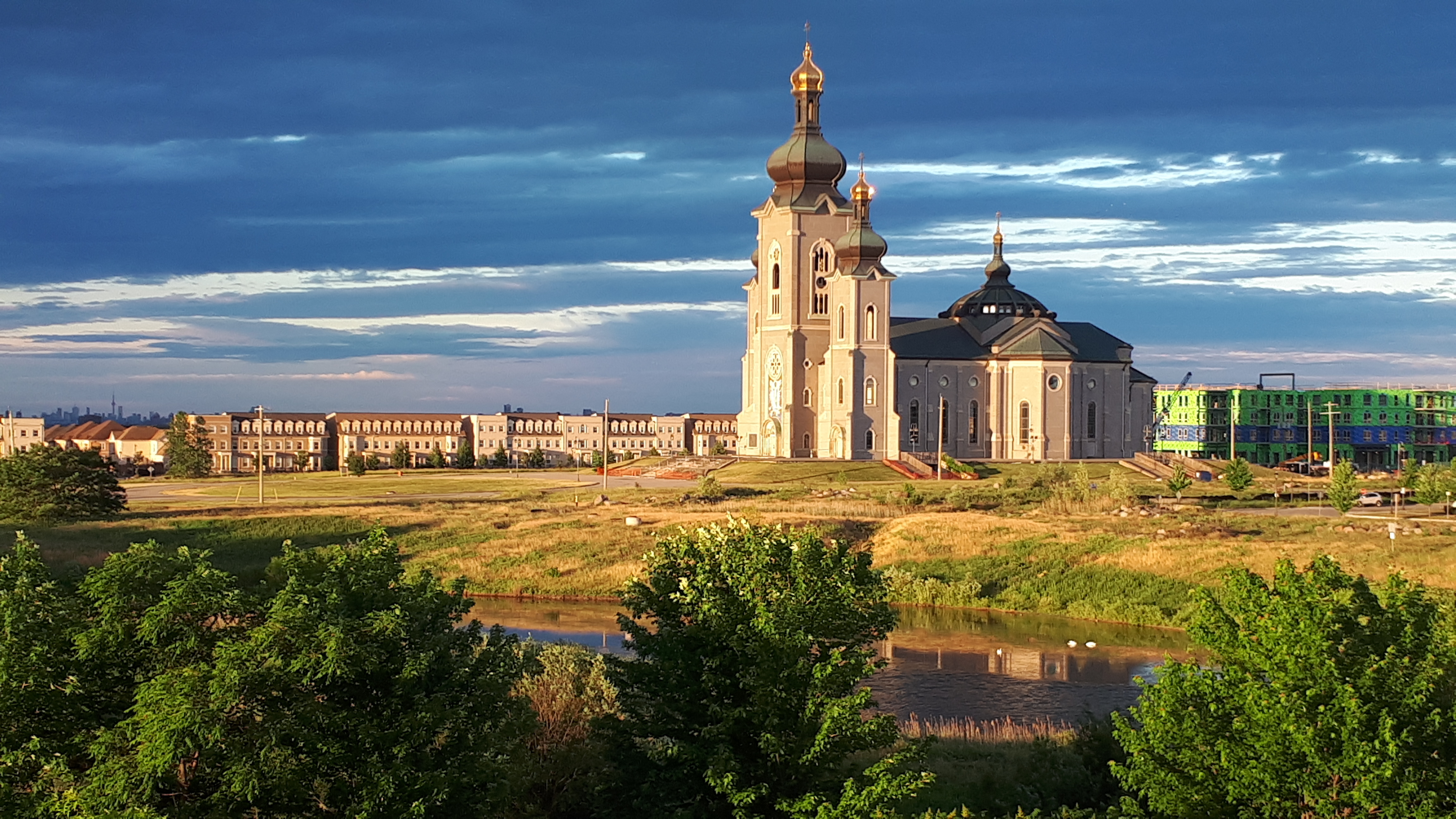
کلیسای جامع در مارکهام (انتاریو) که توسط استفن رومن طرحی شده است

استفن رومن (انگلیسی: Stephen Boleslav Roman; ۱۷ آوریل ۱۹۲۱ – ۲۳ مارس ۱۹۸۸) کارآفرین اهل کانادا بود، که در سال ۱۹۸۵ شرکت دنیسون را تأسیس کرد.